# Gethyllis pectinata
Gethyllis pectinata är en amaryllisväxtart som beskrevs av D.Müll.-doblies. Gethyllis pectinata ingår i släktet Gethyllis och familjen amaryllisväxter. Inga underarter finns listade i Catalogue of Life.